# Utagawa Toyokuni II
En aquest nom japonès, el cognom és Utagawa.

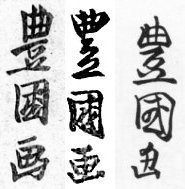
“Toyokuni ga” (豊国画) Signatures (d'esquerra a dreta) de Toyokuni I, Toyokuni II (Toyoshige) i Toyokuni III (Kunisada)

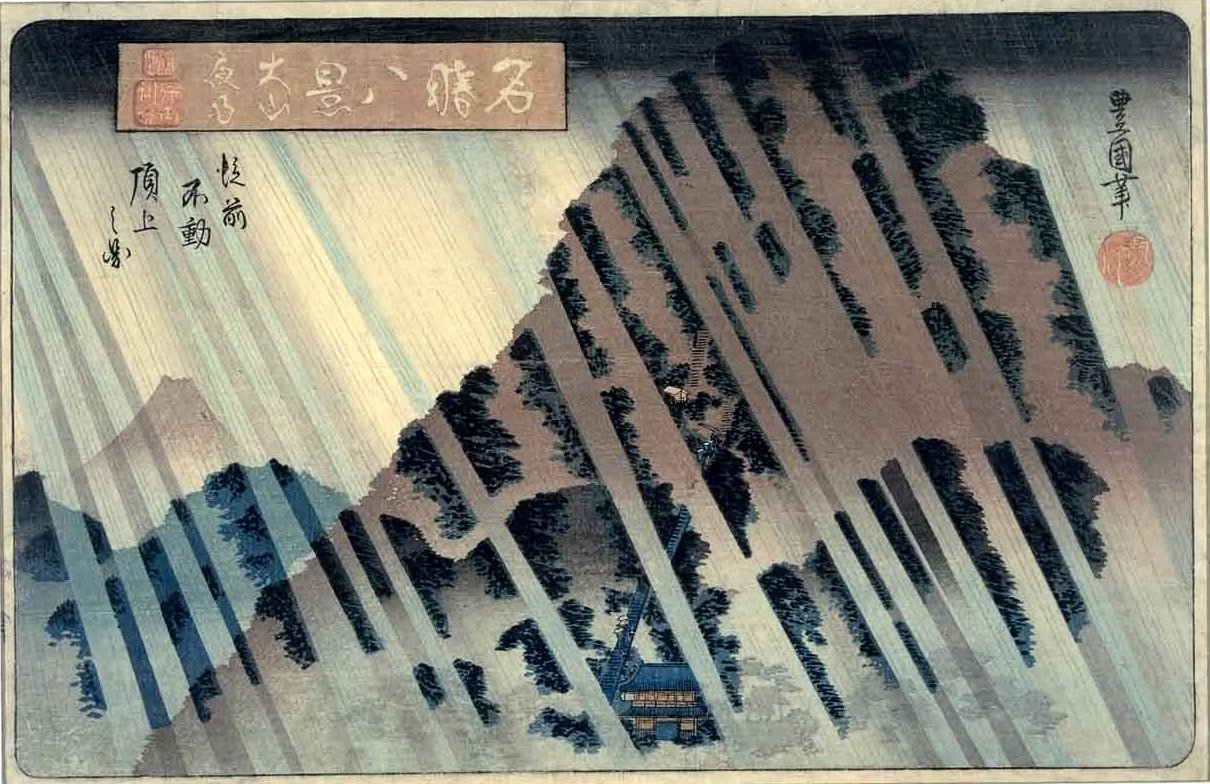
De la sèrie Vuit famoses vistes (Meisho Hakkei), Pluja nocturna a Oyama (Muntanya Maya), una xilografia de Toyokuni II

Utagawa Toyokuni II (1777–1835), també conegut com a Toyoshige, va ser un dissenyador japonès de xilografies ukiyo-e a Edo. Va ser el deixeble, gendre i fill adoptiu de Toyokuni I. Primer va fer servir el nom de Toyoshige (豊重) fins al 1826, l'any després de la mort del seu mestre, en què va començar a signar la seva obra com a Toyokuni (豊国). Kunisada, un altre alumne de Toyokuni I, no va reconèixer la reivindicació de Toyoshige i es va proclamar a si mateix “Toyokuni” i líder de l'escola. Toyoshige va tornar a signar la seva obra com a “Toyoshige”.
Entre els alumnes de Toyoshige hi havia Utagawa Kunimatsu, Utagawa Kunishige II, Utagawa Kuniteru III, i Utagawa Kunitsuru I.

## Signatures
Toyokuni I, Toyokuni II (Toyoshige), i Toyokuni III (Kunisada) van fer servir tots tres la signatura Toyokuni (豊国). La signatura de Toyokuni II és més fàcil de distingir pel toyo (豊) kanji amb forma de calze (vegeu la imatge).